# پارک ملی کوه کنیا
پارک ملی کوه کنیا (به لاتین: Mount Kenya National Park) یک پارک ملی و برنامه انسان و زیست‌کره در کنیا است که در کنیا واقع شده‌است.

## میراث جهانی
این پارک در فهرست میراث جهانی یونسکو ثبت شده است.